# Pál-Péter Haszmann
Pál-Péter Haszmann (n. 12 august 1942, Cernatu de Jos⁠(d), Covasna, România – d. 10 aprilie 2021, Cernatu de Jos⁠(d), Covasna, România) a fost un politician român, fost membru al Parlamentului României. Pál-Péter Haszmann a devenit deputat pe listele UDMR și a fost valifat pe data de 13 august 2008 când l-a înlocuit pe deputatul Sándor Tamás.